# Aaron Appindangoyé
Aaron Appindangoyé, né le 20 février 1992 à Franceville, est un footballeur international gabonais. Il évolue actuellement au poste de défenseur central au Kocaelispor.

## Biographie

### Carrière en club
Formé au Gabon, au CF Mounana, champion du Gabon en 2012, il est dans l'équipe type du championnat gabonais pour la saison 2013-2014. Contacté après la coupe d’Afrique des nations 2015 par le Boavista Futebol Clube, club de la ville de Porto qui évolue dans le championnat du Portugal. Il rejoint le club sous forme prêt et y reste jusqu’à la fin de saison. Il estime à propos de sa première expérience européenne : « Ça s’est plutôt bien passé ».
Évoqué depuis plusieurs semaines comme recrue potentielle par les médias, il rejoint l'Évian Thonon Gaillard Football Club, tout juste relégué en deuxième division française, le 11 août 2015,. Contrairement à son expérience au Portugal, le Gabonais est titulaire indiscutable en Ligue 2. Il ne peut quand-même pas empêcher la relégation de son équipe. Appindangoyé reste toutefois en Ligue 2 et s'engage avec le Stade lavallois.

### Parcours international
En ce qui concerne la sélection du Gabon, il est appelé pour la première fois en 2012 et est depuis toujours convoqué. Il a été sélectionné pour le tournoi final de la CHAN 2014 pour l'équipe locale gabonaise , mais aussi pour les matches avec des joueurs comme Pierre-Emerick Aubameyang.

## Statistiques
| Saison                | Club                            | Championnat           | Championnat | Championnat | Coupe nationale | Coupe nationale | Coupe de la Ligue | Coupe de la Ligue | Supercoupe | Supercoupe | Compétition(s) continentale(s) | Compétition(s) continentale(s) | Compétition(s) continentale(s) | Total | Total |
| Saison                | Club                            | Division              | M.          | B.          | M.              | B.              | M.                | B.                | M.         | B.         | Comp.                          | M.                             | B.                             | M.    | B.    |
| 2014-2015             | Boavista Porto (prêt)           | Primeira Liga         | 9           | 0           | -               | -               | -                 | -                 | -          | -          | -                              | -                              | -                              | 9     | 0     |
| 2015-2016             | Évian Thonon Gaillard FC (prêt) | Ligue 2               | 29          | 0           | 2               | 0               | 2                 | 1                 | -          | -          | -                              | -                              | -                              | 33    | 1     |
| 2016-2017             | Stade lavallois                 | Ligue 2               | 20          | 1           | -               | -               | 1                 | 0                 | -          | -          | -                              | -                              | -                              | 21    | 1     |
| 2017-2018             | Ümraniyespor                    | 1.Lig                 | 28          | 0           | -               | -               | -                 | -                 | -          | -          | -                              | -                              | -                              | 28    | 0     |
| 2018-2019             | Ümraniyespor                    | 1.Lig                 | 29          | 0           | 5               | 0               | -                 | -                 | -          | -          | -                              | -                              | -                              | 34    | 0     |
| Sous-total            | Sous-total                      | Sous-total            | 57          | 0           | 5               | 0               | -                 | -                 | -          | -          | -                              | -                              | -                              | 62    | 0     |
| 2019-2020             | Sivasspor                       | Süper Lig             | 34          | 0           | 5               | 0               | -                 | -                 | -          | -          | -                              | -                              | -                              | 39    | 0     |
| 2020-2021             | Sivasspor                       | Süper Lig             | 13          | 0           | 2               | 0               | -                 | -                 | -          | -          | C3                             | 3                              | 0                              | 18    | 0     |
| 2021-2022             | Sivasspor                       | Süper Lig             | 4           | 0           | 5               | 2               | -                 | -                 | -          | -          | -                              | -                              | -                              | 9     | 2     |
| 2022-2023             | Sivasspor                       | Süper Lig             | 18          | 0           | -               | -               | -                 | -                 | 1          | 0          | C3+C4                          | 6+1                            | 0                              | 26    | 0     |
| 2023-2024             | Sivasspor                       | Süper Lig             | 31          | 1           | 1               | 0               | -                 | -                 | -          | -          | -                              | -                              | -                              | 32    | 1     |
| Sous-total            | Sous-total                      | Sous-total            | 100         | 1           | 13              | 2               | -                 | -                 | 1          | 0          | -                              | 10                             | 0                              | 124   | 3     |
| 2024-2025             | Kocaelispor                     | 1.Lig                 | 32          | 1           | -               | -               | -                 | -                 | -          | -          | -                              | -                              | -                              | 32    | 1     |
| 2025-2026             | Kocaelispor                     | Süper Lig             | 1           | 0           | -               | -               | -                 | -                 | -          | -          | -                              | -                              | -                              | 1     | 0     |
| Sous-total            | Sous-total                      | Sous-total            | 33          | 1           | -               | -               | -                 | -                 | -          | -          | -                              | -                              | -                              | 33    | 1     |
| Total sur la carrière | Total sur la carrière           | Total sur la carrière | 248         | 3           | 20              | 2               | 3                 | 1                 | 1          | 0          | -                              | 10                             | 0                              | 282   | 6     |

## Palmarès
- Vainqueur de la Coupe de Turquie en 2022 avec Sivasspor.
- Finaliste de la Supercoupe de Turquie en 2022 avec Sivasspor.
- Champion de deuxième division turc avec Kocaelispor.